# معهد الأمم المتحدة للتدريب والبحث
معهد الأمم المتحدة للتدريب والبحث (بالإنجليزية: United Nations Institute for Training and Research)‏ كما يعرف باسم يونيتار نسبة إلى الاختصار (بالإنجليزية: UNITAR)‏ هو ذراع تدريب مخصص لمنظومة الأمم المتحدة. يقدم اليونيتار أنشطة تدريب وتنمية قدرات لمساعدة البلدان النامية بشكل رئيسي مع إيلاء اهتمام خاص لأقل البلدان نمواً والدول الجزرية الصغيرة النامية وغيرها من الجماعات والمجتمعات الأكثر ضعفا ، بما في ذلك في حالات الصراع.